# Emil Hess (Tiermediziner)
Emil Hess (* 14. Februar 1911 in Roggwil; † 6. Februar 2004 in Hefenhofen; heimatberechtigt in Hefenhofen) war ein Schweizer Veterinärmediziner sowie Hochschullehrer.

## Familie und Ausbildung
Der in Häuslen-Roggwil aufgewachsene Emil Hess, Sohn des Bauern Emil Hess senior sowie dessen Ehefrau Pauline geborene Zullig, wandte sich nach dem Erwerb der eidgenössischen Maturität an der Kantonsschule am Burggraben dem Studium der Veterinärmedizin an der Universität Zürich sowie der Universität Wien zu, welches der Schüler von Walter Frei sowie Leo Riedmüller 1936 beendete. Daran anschließend absolvierte Emil Hess, unterbrochen durch eine tuberkulöse Augenkrankheit, sein Doktoratsstudium.
Emil Hess, der mit Margaretha Elisabeth geborene Lampartscherl verheiratet war, verstarb im Februar 2004 im Alter von 92 Jahren.

## Akademische Laufbahn
Nach Assistenzjahren an der Universität Zürich habilitierte Emil Hess sich 1944 für das Fach Veterinär-Bakteriologie, 1946 wurde er nach dem Abgang von Leo Riedmüller zum außerordentlichen Professor seines Habilitationsfaches und Direktor des gleichnamigen Instituts, welches 1979 in Institut für Veterinärhygiene umbenannt wurde, gewählt, 1954 erfolgte seine Beförderung zum ordentlichen Professor, 1981 trat er von seinen Ämtern zurück. Emil Hess, erster Schweizer Hochschullehrer, der tierärztliche Lebensmittelhygiene als eigenständiges Fach lehrte, verzeichnete insbesondere Erfolge im Einsatz gegen das Newcastlevirus in Geflügelimporten mit Übertragungsversuchen, die Rinderbrucellose mit dem mühevollen kulturellen Erregernachweis und die Trichomoniasis der Bullen mit energischer lokaler Desinfektion. Diese Anwendungen wurden während der Durchsetzung durch serologische Methoden mit Reagententilgung, beziehungsweise durch Deckhygiene mit künstlicher Besamung abgelöst. Hess, Ehrenmitglied der Deutschen Veterinärmedizinischen Gesellschaft, erhielt im Jahre 1971 in Anerkennung seiner besonderen Verdienste um sein Fachgebiet die Ehrendoktorwürde der Freien Universität Berlin verliehen.

## Publikationen
- Beeinflussung von Infektions- und Immunitätsvorgängen durch neurovegetative Gifte. Diss. Vet.-Med. Univ. Zürich. [Mit 1 Diagramm und Tabellen.] 54 S. 23 × 15,5 cm, Buchdr. J. Hagmann, Zürich, 1939
- Geflügelkrankheiten und deren Verhütung, Verbandsdruckerei, Bern, 1958
- Hygienisch einwandfreier Ausschank von Kannenmilch, in: Band 74 von Bibliotheca lactis, Carl, Nürnberg, 1960